# Taraxacum abax
Taraxacum abax, trajnica, vrsta maslačka iz Mongolije i dijelova Kine  (Hebei, Xinjiang) i Sibira (Irkutska oblast) Vrsta je opisana 2011.
Pokazalo se da su vrste T. mongoliforme, T. abax i T. scariosum triploidni s 2n = 24.